# Ulrike Müller
Ulrike Müller (ur. 7 grudnia 1962 w Augsburgu) – niemiecka polityk i działaczka samorządowa, posłanka do parlamentu Bawarii, deputowana do Parlamentu Europejskiego VIII i IX kadencji.

## Życiorys
Uzyskała wykształcenie średnie, zajmowała się gospodarstwem domowym. W 1987 zaangażowała się w działalność ruchu niezależnych wyborców Freie Wähler. W latach 1996–2008 była radną miejscowości Missen-Wilhams, od 2002 pełnią funkcję drugiego zastępcy burmistrza. Od 1996 wybierana również do rady powiatu Oberallgäu, w latach 2002–2008 zajmowała stanowisko wicestarosty w administracji powiatowej. W 2008 uzyskała mandat deputowanej do bawarskiego landtagu, z powodzeniem ubiegała się o reelekcję w 2013, kiedy to została wiceprzewodniczącą frakcji parlamentarnej swojego ugrupowania. W 2014 nominowana na pierwsze miejsce ogólnokrajowej listy wyborczej FW w wyborach europejskich.
W 2014 była głównym kandydatem Freie Wähler w wyborach europejskich, uzyskując w nich mandat eurodeputowanej VIII kadencji. W 2019 z powodzeniem ubiegała się o reelekcję. W wyniku wyborów w 2023 powróciła w skład bawarskiego landtagu.